# Голдсман, Акива
Акива Голдсман (англ. Akiva Goldsman; род. 7 июля 1962) — американский кинорежиссёр, сценарист и продюсер. Обладатель награды Американской киноакадемии за лучший адаптированный сценарий к фильму «Игры разума» (2001), также получившему «Оскар» за лучший фильм.

## Карьера
Фильмография Голдсмана-сценариста включает в себя такие ленты, как: «Бэтмен навсегда» и её сиквел «Бэтмен и Робин», «Я — легенда», «Нокдаун» и многочисленные адаптации сценариев, как упомянутые в титрах, так и нет. В 2006 году Голдсман вернулся к сотрудничеству с режиссёром «Игр разума» Роном Ховардом, адаптировав роман Дэна Брауна «Код да Винчи» для сценария будущего фильма, получившего различные отзывы.
В 2008 году Голдсман присоединился к команде первого сезона мистического сериала FOX «Грань» в качестве сценариста, режиссёра и консультирующего продюсера. Первым эпизодом, где Голдсман был сценаристом и режиссёром, стал «Кошмары». В пятом сезоне сериала Голдсман остался только консультирующим продюсером. Эпизодами, в которые он внёс вклад, являются:
- Кошмары / Bad Dreams (1.17)
- Неизбранный путь / The Road Not Taken (1.19) (исполнительный продюсер Джефф Пинкнер и супервайзовый продюсер Дж. Р. Орси написали телесценарий по сюжету Голдсмана)
- Нет ничего уникального / There’s More Than One of Everything (1.20) (соисполнительный продюсер Дж. Х. Уаймен и Пинкнер написали телесценарий по сюжету Голдсмана и исполнительного продюсера Брайана Бёрка)
- Новый день в старом городе / A New Day in the Old Town (2.01) (вместе с создателем сериала Дж. Дж. Абрамсом)
- Питер / Peter (2.16) (со-шоураннеры Джефф Пинкнер, Дж. Х. Уаймен и супервайзовый продюсер Джош Сингер написали телесценарий по сюжету Пинкнера, Голдсмана, Сингера и Уаймена)
- Каштанка Бетти / Brown Betty (2.20) (вместе с Уайменом и Пинкнером)
- На той стороне (Часть 1) / Over There (Part 1) (2.22) (вместе с Пинкнером и Уайменом)
- На той стороне (Часть 2) / Over There (Part 2) (2.23) (вместе с Пинкнером и Уайменом)
- Объект 13 / Subject 13 (3.15) (вместе с Уайменом и Пинкнером)
- Безбилетник / Stowaway (3.17) (вместе с Даниэль Диспалтро написал телесценарий по сюжету Пинкнера, Голдсмана и Уаймена)
- Диэтиламид D-лизергиновой кислоты / Lysergic Acid Diethylamide (3.19) (вместе с Уаймен и Пинкнер написали телесценарий по сюжету Голдсмана, Пинкнера и Уаймена)
- День нашей смерти / The Day We Died (3.22) (вместе с Пинкнер и Уаймен написали телесценарий по сюжету Уаймена, Голдсмана и Пинкнера)
- Ни тут, ни там / Neither Here Nor There (4.01) (Уаймен и Пинкнер написали телесценарий по сюжету Уаймена, Голдсмана и Пинкнера)
- Объект номер 9 / Subject 9 (4.04) (вместе с Уайменом и Пинкнером)
- Сотворяя ангелов / Making Angels (4.11) (вместе с Уайменом и Пинкнером)
- Всё не такое, как кажется / Nothing As It Seems (4.16) (вместе с Пинкнером)
- Письма транзита / Letters of Transit (4.19) (вместе с Уайменом и Пинкнером)
- Дивный новый мир (Часть 1) / Brave New World (Part 1) (4.21) (вместе с Уайменом и Пинкнером)

## Личная жизнь
Первая жена Голдсмана, кинопродюсер Ребекка Спайкингс-Голдсман, умерла от сердечного приступа 6 июля 2010 года в 42 года.

## Фильмография
| Год  | Название                        | Ориг. название                   | Указан как                    | Примечания                                                                       |
| ---- | ------------------------------- | -------------------------------- | ----------------------------- | -------------------------------------------------------------------------------- |
| 1994 | Клиент                          | The Client                       | сценарист                     | вместе с Робертом Гетчеллом                                                      |
| 1994 | Безмолвная схватка              | Silent Fall                      | сценарист                     |                                                                                  |
| 1995 | Бэтмен навсегда                 | Batman Forever                   | сценарист                     | вместе с Ли Бэтчлером и Джанет Скотт Бэтчлер                                     |
| 1996 | Время убивать                   | A Time to Kill                   | сценарист                     |                                                                                  |
| 1997 | Бэтмен и Робин                  | Batman & Robin                   | сценарист                     |                                                                                  |
| 1998 | Затерянные в космосе            | Lost in Space                    | сценарист, продюсер           |                                                                                  |
| 1998 | Практическая магия              | Practical Magic                  | сценарист                     | вместе с Робин Свайкорд и Адамом Бруксом                                         |
| 1999 | Глубокое синее море             | Deep Blue Sea                    | продюсер                      |                                                                                  |
| 2001 | Игры разума                     | A Beautiful Mind                 | сценарист                     | Премия «Оскар» за лучший адаптированный сценарий                                 |
| 2004 | Убойная парочка: Старски и Хатч | Starsky & Hutch                  | продюсер                      |                                                                                  |
| 2004 | Охотники за разумом             | Mindhunters                      | продюсер                      |                                                                                  |
| 2004 | Я, робот                        | I, Robot                         | сценарист                     | вместе с Джеффом Винтаром                                                        |
| 2005 | Константин: Повелитель тьмы     | Constantine                      | продюсер                      |                                                                                  |
| 2005 | Нокдаун                         | Cinderella Man                   | сценарист                     | вместе с Клиффом Холлингсуортом                                                  |
| 2005 | Мистер и миссис Смит            | Mr. & Mrs. Smith                 | продюсер                      |                                                                                  |
| 2006 | Меня зовут Рид Фиш              | I’m Reed Fish                    | исполнительный продюсер       |                                                                                  |
| 2006 | Посейдон                        | Poseidon                         | продюсер                      |                                                                                  |
| 2006 | Код да Винчи                    | The Da Vinci Code                | сценарист                     |                                                                                  |
| 2007 | Законы Бруклина                 | Brooklyn Rules                   | исполнительный продюсер       |                                                                                  |
| 2007 | Я — легенда                     | I Am Legend                      | сценарист, продюсер           | написан вместе с Марком Протосевичем                                             |
| 2008 | Хэнкок                          | Hancock                          | продюсер                      |                                                                                  |
| 2009 | Ангелы и демоны                 | Angels & Demons                  | сценарист                     | вместе с Дэвидом Кеппом                                                          |
| 2010 | Лузеры                          | The Losers                       | продюсеры                     |                                                                                  |
| 2010 | Игра без правил                 | Fair Game                        | продюсер                      |                                                                                  |
| 2010 | Джона Хекс                      | Jonah Hex                        | продюсер                      |                                                                                  |
| 2010 | Паранормальное явление 2        | Paranormal Activity 2            | исполнительный продюсер       |                                                                                  |
| 2011 | Паранормальное явление 3        | Paranormal Activity 3            | исполнительный продюсер       |                                                                                  |
| 2012 | Паранормальное явление 4        | Paranormal Activity 4            | исполнительный продюсер       |                                                                                  |
| 2013 | Уцелевший                       | Lone Survivor                    | продюсер                      |                                                                                  |
| 2014 | Любовь сквозь время             | Winter’s Tale                    | режиссёр, сценарист, продюсер | режиссёрский дебют                                                               |
| 2015 | Дивергент, глава 2: Инсургент   | The Divergent Series: Insurgent  | сценарист                     | вместе с Брайаном Даффилдом и Марком Бомбэком                                    |
| 2016 | 5-я волна                       | The 5th Wave                     | сценарист                     | вместе с Сюзанной Грант и Джеффом Пинкнером                                      |
| 2017 | Звонки                          | Rings                            | сценарист                     | вместе с Дэвидом Лукой и Джейкобом Аароном Эстесом                               |
| 2017 | Меч короля Артура               | King Arthur: Legend of the Sword | продюсер                      |                                                                                  |
| 2017 | Трансформеры: Последний рыцарь  | Transformers: The Last Knight    | сюжет                         | сценарий Арта Маркама, Мэтта Холлоуэя и Кена Нолана                              |
| 2017 | Тёмная башня                    | The Dark Tower                   | сценарист, продюсер           | написан вместе с Николаем Арселем, Андерсом Томасом Йенсеном и Джеффом Пинкнером |
| 2017 | Звёздный путь: Дискавери        | Star Trek: Discovery             | телесценарий                  |                                                                                  |
| 2026 | Практическая магия 2            | Practical Magic 2                | сценарист                     |                                                                                  |